# Elitserien i handboll för damer 2009/2010
Elitserien i handboll för damer 2009/2010 var Sveriges högsta division i handboll för damer säsongen 2009/2010.
Säsongen inleddes tisdagen den 15 september 2009 med matcherna mellan BK Heid-Kärra HF och IVH Västerås-IK Sävehof. Serien avslutades onsdagen den 3 mars 2010.
Seriesegrare blev Skövde HF medan IK Sävehof vann det svenska mästerskapet efter slutspel efter vinst i finalen mot Skövde med 27-23 i Malmö Arena lördagen den 8 maj.
Nykomlingar för säsongen 2009/2010 var Rimbo HK som vann Division I norra 2008/2009 och Kärra HF som vann Division I södra 2008/2009. 
 Rimbo HK och Önnereds HK åkte ur Elitserien medan Spårvägens HF och IVH Västerås var tvungna att kvala för att hålla sig kvar.

## Deltagande lag
Från Elitserien 2008/2009 (8 lag)
- BK Heid
- LUGI HF
- Skuru IK
- Skövde HF
- Spårvägens HF
- IK Sävehof
- IVH Västerås
- Team Eslövs IK

Från Elitserie-kval (2 lag)
- HK Kroppskultur (kvar i Elitserien)
- Önnereds HK (kvar i Elitserien)

Från Division I (2 lag)
- Kärra HF (vann Div I Södra 2008/2009)
- Rimbo HK (vann Div I Norra 2008/2009)

## Tabell
Not: Lag i Grönt till slutspel, lag i Gult till Elitseriekval, lag i rött åker ner till Div I 2010/2011.
Pos = Position, SM = Spelade matcher, V = Vinster, O = Oavgjorda, F = Förluster, GM = Gjorda mål, IM = Insläppta mål, Pts = Poäng, MSK = Målskillnad

## Slutspelet 2010

### Kvartsfinaler
| Datum                           | Match               | Resultat | Publik |
| ------------------------------- | ------------------- | -------- | ------ |
| Skövde HF - Kärra HF (3 - 0)    |                     |          |        |
| 13 mars 2010                    | Skövde - Kärra      | 34 - 20  | 540    |
| 16 mars 2010                    | Kärra - Skövde      | 17 - 26  | 476    |
| 20 mars 2010                    | Skövde - Kärra      | 34 - 26  | 750    |
| IK Sävehof - BK Heid (3-0)      |                     |          |        |
| 15 mars 2010                    | Sävehof - Heid      | 27 - 18  | 800    |
| 18 mars 2010                    | Heid - Sävehof      | 20 - 23  | 568    |
| 21 mars 2010                    | Sävehof - Heid      | 32 - 23  | 470    |
| LUGI HF - HK Kroppskultur (3-0) |                     |          |        |
| 11 mars 2010                    | LUGI - Kroppskultur | 31 - 18  | 712    |
| 17 mars 2010                    | Kroppskultur - LUGI | 19 - 36  | 826    |
| 21 mars 2010                    | LUGI - Kroppskultur | 32 - 21  | 512    |
| Skuru IK - Team Eslövs IK (0-3) |                     |          |        |
| 11 mars 2010                    | Skuru - Eslöv       | 21 - 27  | 318    |
| 16 mars 2010                    | Eslöv - Skuru       | 32 - 28  | 525    |
| 21 mars 2010                    | Skuru - Eslöv       | 25 - 29  | 412    |

### Semifinaler
| Datum                            | Match          | Resultat        | Publik |
| -------------------------------- | -------------- | --------------- | ------ |
| Skövde HF - Team Eslövs IK (3-2) |                |                 |        |
| 10 april 2010                    | Skövde - Eslöv | 31 - 27 ef.för. | 2.060  |
| 13 april 2010                    | Eslöv - Skövde | 24 - 22         | 692    |
| 17 april 2010                    | Skövde - Eslöv | 27 - 22         | 1.738  |
| 25 april 2010                    | Eslöv - Skövde | 30 - 25         | 750    |
| 3 maj 2010                       | Skövde - Eslöv | 31 - 24         | 2.348  |
| IK Sävehof - LUGI HF (3-2)       |                |                 |        |
| 11 april 2010                    | Sävehof - LUGI | 36 - 18         | 630    |
| 14 april 2010                    | LUGI - Sävehof | 23 - 21         | 1.048  |
| 18 april 2010                    | Sävehof - LUGI | 24 - 19         | 832    |
| 23 april 2010                    | LUGI - Sävehof | 21 - 17         | 1.369  |
| 1 maj 2010                       | Sävehof - LUGI | 24 - 19         | 1.900  |

### Final
| Datum               | Match                  | Resultat | Publik |
| ------------------- | ---------------------- | -------- | ------ |
| Final i Malmö Arena |                        |          |        |
| 8 maj 2010          | Skövde HF - IK Sävehof | 23 - 27  | 11.422 |
IK Sävehof svenska mästarinnor säsongen 2009/2010.

## Skytteligan
- Jenny Alm, HF Kroppskultur Dam - 22 matcher, 186 mål[1]

### Fotnoter
1. ↑  ”Skyttedrottningar 1984–2012”. Svenska Handbollsförbundet. 2011 – 2012. Arkiverad från originalet den 21 april 2013. https://web.archive.org/web/20130421230635/http://www.svenskhandboll.se/ImageVaultFiles/id_2945/cf_31/Elit_Damer_Skyttedrottningar.PDF. Läst 29 juni 2014.